# Heitor Villa-Lobos

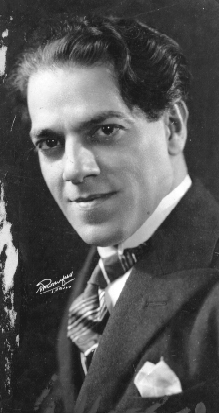
Heitor Villa-Lobos, um 1922

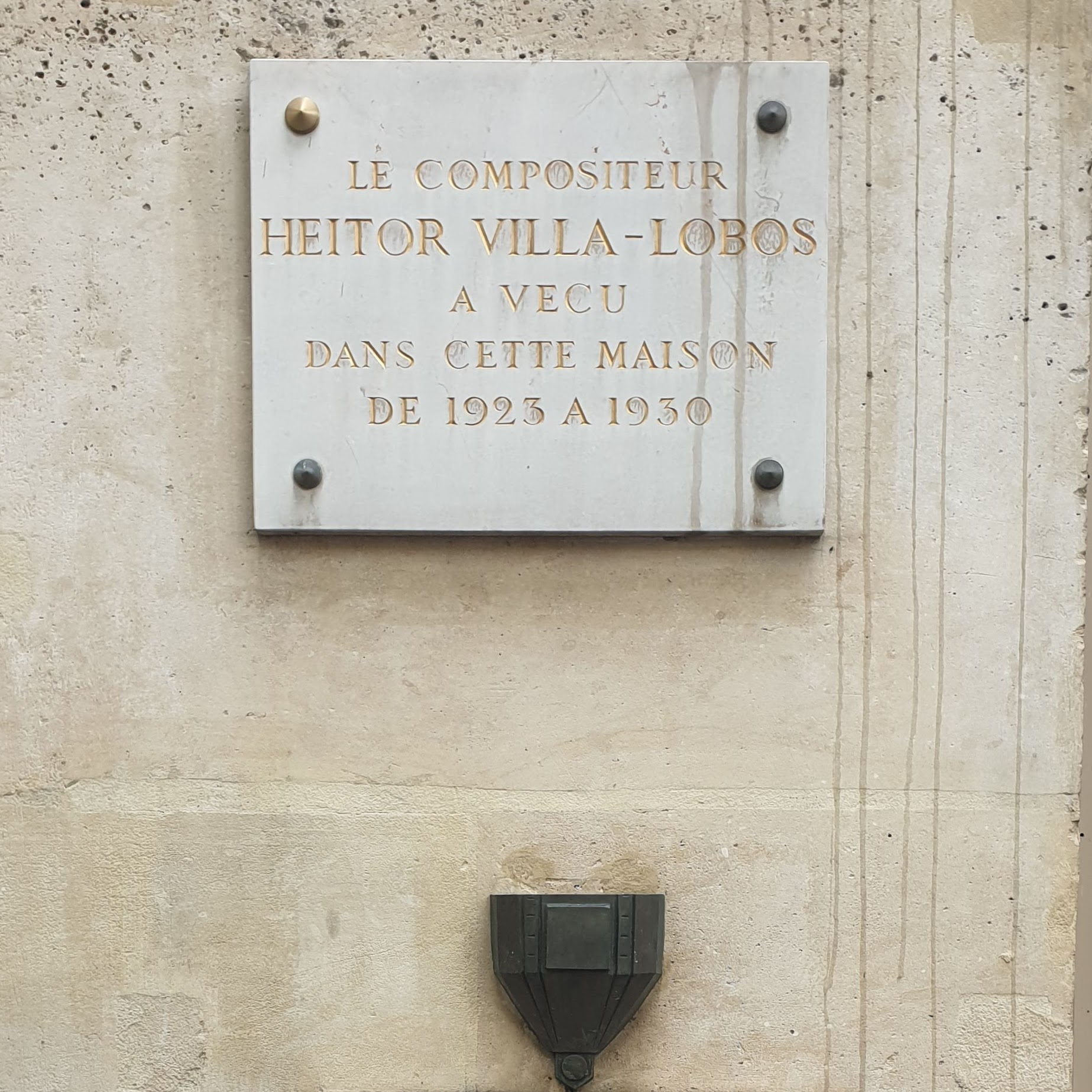
Erinnerungstafel an den Paris-Aufenthalt von Heitor Villa-Lobos. 13, Place Saint-André des Arts, 6. Pariser Arrondissement

Heitor Villa-Lobos [eɪˈtoʁ vɪlaˈlobus] (* 5. März 1887 in Rio de Janeiro; † 17. November 1959 ebenda) war ein brasilianischer Komponist, Cellist, Gitarrist und Dirigent. Er ist der populärste und auch international bekannteste Komponist klassischer Musik seines Landes.

## Leben
Villa-Lobos erhielt mit sechs Jahren ersten musikalischen Unterricht bei seinem in der Tijucagegend von Rio de Janeiro wohnhaften spanischstämmigen Vater Raul (1862–1899), einem mit Heitors Mutter Noemia verheirateten Bibliothekar an der brasilianischen Nationalbibliothek und Laienmusiker, der ihn das Cellospiel lehrte. Der Cellounterricht wurde später bei dem Cellisten Benno Niederberger fortgeführt. Bei Reisen seiner Familie ins Landesinnere lernte er früh die brasilianische Folklore kennen. In Rio de Janeiro waren es die Choros, die seine Aufmerksamkeit fanden, ein typisch brasilianisches Musikgenre, das von den Chorões genannten lokalen Ensembles für Unterhaltungsmusik gespielt wurde. Nach dem frühen Tode seines Vaters arbeitete er als Cellospieler in Kaffeehäusern und an kleinen Theatern, um 1900 entstanden erste Kompositionen.

Heitor Villa-Lobos bei einem Konzert in Tel Aviv (1952)

Die Meinungen über die Reisen des Komponisten durch Brasilien und die angrenzenden Staaten gehen auseinander, vor allem da Villa-Lobos selbst widersprüchliche und sehr unwahrscheinliche Angaben macht. Sicher ist, dass er durch seine Mitwirkung bei Wandertheatern einige nordöstliche Bundesstaaten Brasiliens besuchte und dort die vollständig andere Atmosphäre des ländlichen Brasiliens kennenlernte. Im Gegensatz zu landläufiger Meinung führte Villa-Lobos auf diesen Reisen aber keine systematische Sammlung von Volksliedern durch. Das wenige originale Material, das der Komponist in späteren Werken verwendet, stammt wahrscheinlich aus der Sammlung des Forschers Edgar Roquette-Pinto oder ist anderen Publikationen entnommen. Seine eher unzulänglichen musiktheoretischen Kenntnisse versuchte Villa-Lobos durch Privatunterricht bei Agnello Franca zu erweitern.
Ein einschneidendes Ereignis für Villa-Lobos’ musikalische Entwicklung war 1913 – neben der am 12. November stattgefundenen Verheiratung mit Lucilia Guimarães (1894–1966) – der Besuch der Ballets Russes unter der Leitung von Michel Fokine, durch den er erstmals mit den französischen Impressionisten und verschiedenen russischen Komponisten in Berührung kam. Ähnlich prägend war der erneute Besuch des Ballets im Jahre 1917, bei dem Werke von Igor Strawinski auf dem Programm standen.
Die erste öffentliche Aufführung seiner Kompositionen fand im Jahre 1915 statt. Einen begeisterten Befürworter seiner Musik fand er in Artur Rubinstein, der 1917 während einer Tournee in Brasilien die Musik von Villa-Lobos hörte. Ihm hat Villa-Lobos das 1927 uraufgeführte Stück Rudepoema gewidmet. Eine Freundschaft entwickelte sich auch zu Darius Milhaud, der sich zu dieser Zeit in Brasilien aufhielt.
1923/24 verbrachte Villa-Lobos mit einem Staatsstipendium ein Jahr in Paris, wo er wichtige neue Eindrücke aufnahm, Andrés Segovia kennenlernte und, zurück in seinem Heimatland, einige seiner bedeutendsten Werke schrieb. Von 1927 bis 1930 folgte ein zweiter Parisaufenthalt. In dieser Zeit erreichte er als erster lateinamerikanischer Komponist auch internationale Bekanntheit.
Nach der Rückkehr nach Brasilien wurde er 1930 Direktor der Academia brasileira de musica und arbeitete ab 1932 für die Regierung Pläne für den Musikunterricht aus. Damit begann auch seine Karriere als bedeutender Musikpädagoge, der die Musikerziehung in seinem Land nachhaltig prägte.
Ein weiterer Schritt zu internationalem Erfolg war der erste Besuch des Komponisten in den USA anlässlich eines Konzerts mit dem Janssen Symphony Orchestra in Los Angeles im November 1944. Ab da hielt sich Villa-Lobos bis zu seinem Tod jedes Jahr in den USA auf, wo er als Gastdirigent die renommiertesten Orchester leitete. In dieser Zeit wurde der Großteil seiner Werke aufgenommen, u. a. mit dem Louisville Symphony Orchestra unter Robert Whitney. Für dieses Orchester schrieb Villa-Lobos die Orchesterwerke Erosão und Alvorada na floresta tropical, die 1951 und 1954 uraufgeführt wurden. Seit 1943 war er Ehrenmitglied der American Academy of Arts and Letters.
1959 verstarb Villa-Lobos in seiner Wohnung in der Rua Araújo Porto Alegre 56 im Zentrum von Rio de Janeiro an Krebs. Sein Grab befindet sich auf dem Cemitério de São João Batista. Schon zwei Jahre nach seinem Tod wurden alle seine Werke im Museu Villa-Lobos, das am 22. Juni 1960 in Rio de Janeiro durch Ministererlass gegründet wurde, gesammelt und aufbewahrt. Von 1961 bis zu ihrem Tod 1985 war Villa-Lobos’ zweite Ehefrau, Arminda, Direktorin des Museums. Ihr folgten die Pianistin Sônia Maria Strutt (1985–1986) und der brasilianische Gitarrist Turibio Santos (seit 1986).
Der Asteroid (7244) Villa-Lobos wurde am 24. Dezember 1996 nach ihm benannt.

## Musik
Villa-Lobos hat mehr als 1.000 Kompositionen in allen traditionellen Formen (Oper, Orchestermusik, Kammermusik, Vokalmusik) geschrieben, unter anderem zwölf Sinfonien, fünf Klavier-, zwei Cellokonzerte und je ein Gitarren-, Harfen- und Mundharmonikakonzert, 17 Streichquartette und drei Klaviertrios. Seine Werke für Gitarre (Villa-Lobos spielte selber auch Gitarre) gehören zum Standardrepertoire für Solisten dieses Instruments.
Am bekanntesten und erfolgreichsten sind die 14 Choros und neun Bachianas Brasileiras genannten Werke für verschiedene Besetzungen, in welchen die Inspiration durch brasilianische Folklore direkt zum Ausdruck kommt. In den Bachianas Brasileiras verarbeitete Villa-Lobos brasilianische Volksmelodien in Suiten im polyphonen Stil Johann Sebastian Bachs, der seit seiner Jugend eines seiner bedeutendsten musikalischen Vorbilder war. Weniger bekannt sind die Werke, die stärker in der europäischen Tradition stehen und in denen musikalische Vorbilder aus Romantik, Impressionismus und Neoklassizismus anklingen.

## Werke

### Orchester-Werke
12 Symphonien
- Nr. 1 O Imprevisto („Das Unvorhergesehene“) (1920)
- Nr. 2 Ascensão („Der Aufstieg“) (1917)
- Nr. 3 A Guerra („Der Krieg“) (1919)
- Nr. 4 A Vitória („Der Sieg“) (1919)
- Nr. 5 A Paz („Der Friede“) (1920/verschollen)
- Nr. 6 Montanhas do Brasil („Die Berge Brasiliens“) (1944)
- Nr. 7 (1945)
- Nr. 8 (1950)
- Nr. 9 (1951)
- Nr. 10 Amerindia („Sumé Pater Patrium“) (1952)
- Nr. 11 (1955)
- Nr. 12 (1957)

Sinfonische Dichtungen und andere Werke
- Suite Característica für Streichorchester (1915)
- Tédio de Alvorada, Sinfonische Dichtung (1916)
- Naufrágio de Kleônicos, Sinfonische Dichtung (1916)
- Danças Africanas (1916)
- Sinfonietta Nr. 1 (1916)
- Iára (1917)
- Amazonas, Sinfonische Dichtung (1917)
- Dança Frenética (1918)
- Dança dos Mosquitos (1922)
- Francette et Piá (1928, orch. 1958)
- Rudepoema (1926, orch. 1932)
- O Papagaio do moleque, the Kite of the Guttersnipe, Sinfonische Episode (1932)
- Caixinha de Boas Festas, Sinfonische Dichtung (1932)
- Evolução dos Aeroplanos (1932)
- Mandú-Cárárá, Profane Kantate / Kinderballett für gemischten Chor, Kinderchor und Orchester (1940)
- Suite Saudade da Juventude Nr. 1 (1940)
- Madona, Sinfonische Dichtung (1945)
- Sinfonietta Nr. 2 (1947)
- Erosão (Erosion), Sinfonische Dichtung (1950)
- Rudá, Sinfonische Dichtung (1951)
- Ouverture de L’Homme Tel (1952)
- Alvorada na Floresta Tropical, Ouvertüre (1953)
- Odisséia de uma raça, Sinfonische Dichtung (1953)
- Gênesis, Sinfonische Dichtung (1954)
- Fantasia em Três Movimentos (1958)
- Suite Nr. 1 für Kammerorchester (1959)
- Suite Nr. 2 für Kammerorchester (1959)

Konzerte für Soloinstrument und Orchester
- 2 Cellokonzerte
  - Concerto N° 1 („Grand“) (1913), auch als Ausgabe für Violoncello und Klavier erhältlich
  - Concerto N° 2 (1953), auch als Ausgabe für Violoncello und Klavier erhältlich
- Fantasia für Violoncello und Orchester (1945), auch als Ausgabe für Violoncello und Klavier erhältlich
- Gitarrenkonzert (1951), auch als Ausgabe für Gitarre und Klavier erhältlich
- Konzert für Mundharmonika (1955)
- Konzert für Harfe (1953), auch als Ausgabe für Harfe und Klavier erhältlich
- 5 Konzerte für Klavier und Orchester (1945/1948/1952–57/1952/1954), auch als Ausgabe für zwei Klaviere
- Fantasie „Mômoprecóce“ für Klavier und Orchester (1929), auch als Ausgabe für zwei Klaviere
- Suite für Klavier und Orchester (1913), aus als Ausgabe für zwei Klaviere
- Fantasia für Sopran Saxophon, drei Hörner und Streicher (1948)
- Ciranda das Sete Notas für Fagott und Streichorchester (1933)

16 Choros (für verschiedene Besetzungen)
- Introduction to the Choros, für Gitarre und Orchester (1929)
- Nr. 1 für Gitarre (1920)
- Nr. 2 für Flöte und Klarinette (1924)
- Nr. 3 für Klarinette, Fagott, Saxophon, 3 Hörner und Posaune oder für Männerchor oder für beide gemeinsam (1925)
- Nr. 4 für 3 Hörner und Posaune (1926)
- Nr. 5 für Klavier (1925) „Alma Brasileira“ (Brazilian Soul)
- Nr. 6 für Orchester (1926)
- Nr. 7 „Settimino“ für Flöte, Oboe, Klarinette, Saxophon, Fagott, Violine und Violoncello, mit Tam-Tam ad lib. (1924)
- Nr. 8 für 2 Klaviere und Orchester (1925)
- Nr. 9 für Orchester (1929)
- Nr. 10 für Chor und Orchester (1926) „Rasga o Coração“ („Heartbreak“)
- Nr. 11 für Klavier und Orchester (1928), auch als Ausgabe für zwei Klaviere
- Nr. 12 für Orchester (1929)
- Nr. 13 für 2 Orchester und Band (1929/verschollen)
- Nr. 14 für Orchester, Band und Chor (1928/verschollen)
- Chôros bis (2 Chôros für Violine und Cello)

9 Bachianas brasileiras (1930–45) (für verschiedene Besetzungen)
- Nr. 1 für 8 Violoncelli (1930–38)
- Nr. 2 für Orchester (1930)
- Nr. 3 für Klavier und Orchester (1938)
- Nr. 4 für Klavier (1930–41); orchestriert 1941
- Nr. 5 für Stimme und 8 Violoncelli (1938–45)
- Nr. 6 für Flöte und Fagott (1938)
- Nr. 7 für Orchester (1942)
- Nr. 8 für Orchester (1944)
- Nr. 9 für Chor oder Streichorchester (1945)

### Kammermusik
- 4 Violinsonaten (für Violine und Klavier)
  - Sonata Fantasia (französisch Sonate-Fantaisie) Nr. 1 („Désespérance“) (1912/13)
  - Sonate-Fantaisie Nr. 2 (1914)
  - Sonate Nr. 3 (1920)
  - Sonate Nr. 4 (1923)
- 4 Klaviertrios

- Bläsertrio für Oboe, Klarinette und Fagott
- Anime
- Languissament
- Vif

- Bläsertrio für Oboe, Klarinette und Fagott (1921)
- 17 Streichquartette
- Streichtrio W 460 (1945)
- Bläserquartett
- Bläserquintett „Quintette en forme de Choro“
- Quintett für Flöte, Violine, Viola, Cello und Harfe
- Mystisches Sextett
- Corrupio für Fagott und Streichquartett
- Divagação (auch Divagation) für Violoncello und Klavier (avec tambour ad. lib.) (1946)
- Deuxcieme Sonate (1915) für Violoncello und Klavier
- Fantaisie Concertante für Klavier, Klarinette und Fagott (1953)
- Distribuição de Flores für Flöte und Gitarre (1937)
- Assobio a jato für Flöte und Violoncello (1950)

### Klaviermusik solo
- Cirandas
- Suíte Infantil Nr. 1 (1912)
- Danças Características Africanas (1914/15)
- Prole do Bebê Nr. 1 (1918)
- Prolo do Bebê Nr. 2 (1921)
- Cirandinhas [9] pièces faciles pour piano, en numéros séparés (1925)
- Choros N° 5 („Alma brasileira“, „l’âme brésilienne“) (1925)
- Rudepoema (1921–1926)
- Saudades das Selvas brasileiras (Souvenirs des forêts brésiliennes) (1927)
- Francetta et Pia [10] pièces faciles sur des thèmes populaires français et brésiliens (1929)
- Amazonas (ballado indigena brasileiro) poème indien brèsilien (1932)
- Guia prático (Album n° 1–10) pièces en recueil (1932)
- Valsa da dor (1932)
- New-York Sky Line Melody (1939)
- Hommage a Chopin (Nocturne et Ballade) (1949)

### Gitarrenmusik solo (Auswahl)
- Mazurka in D-Dur (1899)
- Panqueca (1900)
- Suite populaire brésilienne (1908–1912),[6] Sätze:
  - Mazurka-Choro
  - Schottish-Choro
  - Valsa-Choro
  - Gavotta-Choro
  - Chorinho (Paris, 1923), gewidmet Madeleine Reclus (Tochter des Chirurgen Reclus)
- Choro Nr. 1 (Rio, 1920), gewidmet Ernesto Nazareth
- 12 Etudes (Paris 1929)
- 5 Préludes (Rio, 1940)
- Bachiana Brasileira Nr. 5, „Ária“ (vom Komponisten bearbeitet für Sopran und Gitarre)
- A Canoa Virou (1958), Transkription für zwei Gitarren von Emilio Pujol
- Terezinha de Jesus (1958), Transkription für zwei Gitarren von Emilio Pujol

### Vokal- und Chormusik
- Miniaturas für Stimme und Klavier (1917)
- Ave Maria für gemischten vierstimmigen Chor (1918)
- Nonetto für Chor und Ensemble (1923)
- Serestas, z. B.
  - Modinha (Serestra n° 5) für Gesang und Gitarre (1925)
- Cancões tipicas brasileiras für Gesang und Klavier (1919–1935)
- Modinhas e Canções (1933–1943)
- Invocação em defesa da patria für Solo und vierstimmigen Chor a capella (1943)
- Canção de cristal (Chanson de cristal) für Gesang und Klavier (1950)
- Duas Lendas amerindias em Nheengatu für gemischten Chor a capella (1952)
- Jardim Fanado für Gesang und Klavier (1955)
- Canção das aguas claras (Chanson des eaux claires) für Gesang und Klavier (1956)
- Eu te amo („Ich liebe dich“) für Gesang und Klavier (1956)
- Bendita sabedoria, sechs Stücke für gemischten Chor a capella (1958)
- Magnificat - Alleluia. für Solo, gemischten Chor und Orgel (1958)
  - Sapiencia foris predicat
  - Vao pretiosum
  - Principium sapientiae
  - Beatus homo
  - Dexteram tuam
- Bachianas brasileiras, N° 5 für Gesang und Klavier (1938–1945)

### Bühnenwerke
- Femina (ca. 1908/verschollen)
- Aglaia – Oper in zwei Akten (1909/verschollen)
- Elisa – Oper in einem Akt (1910/verschollen)
- Nicht betitelte „Comédia lírica“ (1911/verschollen)
- Izaht – Oper in vier Akten (1912–14 / [nach Material von Aglaia und Elisa] / Text von A. Júnior und H. Villa Lobos / Uraufführung (konzertant): Rio de Janeiro am 6. April 1940 / (szenisch): Rio de Janeiro am 13. Dezember 1959)
- Jesus – Oper in drei Akten (1918/Manuskript [Fragment])
- Zoé – Oper in drei Akten (1920/Manuskript [Fragment: Schlagzeugstimmen])
- Malazarte (1921/verschollen)
- Magdalena – „Aventura musical“ in zwei Akten (ca. 1948 / Text von R. Wright, G. Forrest, F. H. Brennan und H. Curran / Uraufführung: Los Angeles am 26. Juli 1948)
- A menina das nuvens – „Aventura musical“ in drei Akten (1952–58 / Text von L. Benedetti / Uraufführung: Rio de Janeiro am 29. November 1960)
- Yerma – Oper in drei Akten (1955–56 / Text nach F. Garcia Lorca / Uraufführung [posthum]: Santa Fe am 12. August 1971)
- Perpetual – Oper in einem Akt (unvollständig)
- Amerindia (unvollständig)
- Amazonas – Ballett (1917)
- Uirapuru – Ballett (1917)
- Caixinha de Boas Festas – Ballett (1932)
- Dança da Terra – Ballett (1939)
- Mandu-Cárárá – Ballett (1940)
- Rudá – Ballett (1951)
- Gênesis – Ballett (1954)
- Emperor Jones – Ballett (1956)
- Descobrimento do Brasil (The discovery of Brazil) – Musik zum gleichnamigen Film von Humberto Mauro (1938 / daraus 4 Suiten für Orchester)
- Green Mansions – Filmmusik (1959 / bearbeitet als Orchesterwerk Floresta do Amazonas [Forest of the Amazon])

## Film
- Heitor Villa-Lobos, Rios musikalische Seele. Dokumentation, 52 Min., Buch: Leonel Kaz, Mario De Aratanha, Regie: Eric Darmon, Produktion: arte France, Inhaltsangabe von arte
- Os Garimpeiros, Dokumentarfilm über Goldgräber im Amazonas mit Musik von Heitor Villa-Lobos Bachianas Brasileiras, Regie: Gaudenz Meili, 1986